# Il grande capo
Il grande capo (The Boss Of It All) è un film del 2006 diretto da Lars von Trier. Debutta in questo film la tecnica dell'automavision. L'attore Jens Albinus, che in questo film interpreta Kristoffer, interpreta un personaggio dallo stesso nome nel film Idioti, pellicola a sua volta diretta da von Trier.

## Trama
In Danimarca un'importante società che si occupa di informatica sta per essere venduta ad un burbero islandese, Finnur, che vuole firmare il contratto con il proprietario. Il vero proprietario, Ravn, però non ha mai rivelato la sua identità, fingendo di essere un semplice esperto legale che operava per conto del grande capo. Decide quindi di assumere un attore disoccupato, Kristoffer, perché reciti la sua parte per concludere la cessione dell'azienda. La firma del contratto viene, però, ritardata e a Kristoffer è richiesto di recitare il ruolo del grande capo anche con gli stessi dipendenti, in modo da scaricare il vero proprietario dalle responsabilità delle scelte più impopolari passate e future. La situazione è però destinata a sfuggire di mano.

## Curiosità
Il drammaturgo Gambini, ossessione di Kristoffer, in realtà non esiste. Von Trier vide quel nome su un camion di alimentari e ne prese spunto. In realtà, come da lui stesso dichiarato in un'intervista, intendeva alludere a Henrik Ibsen. All'inizio del film, come la stessa voce narrante segnala, compare Lars von Trier dietro alla telecamera, riflesso nelle finestre dell'edificio. Al termine della scena in cui Kristoffer e Ravn sono al cinema, nel momento in cui Ravn guarda lo schermo, si sente una delle poesie che fanno parte dell'audio del film "Lo specchio" del regista russo Andrej Tarkovskij.